# ۶۲۲ (خورشیدی)
۶۲۲ ششصد و بیست و دومین سال هجری خورشیدی است.